# Tom Chaplin
Thomas Oliver "Tom" Chaplin, född 8 mars 1979 i Battle, East Sussex, Storbritannien, är sångare och frontman i det brittiska piano-rockbandet Keane.

## Biografi
Chaplin's föräldrar heter David Chaplin och Sally Taylor. Han föddes omkring en månad innan brodern till Keanemedlemmen Tim Rice-Oxley (som också döptes till Tom). Chaplin inledde tidigt en vänskap med båda syskonen, som består än idag.
Hans far var rektor på Vinehall School i Robertsbridge, där Chaplin och Oxley gick i samma klass, innan de började på Tonbridge School. Där blev de vänner med Richard Hughes, som senare skulle gå med i Keane, och Dominic Scott (också medlem i Keane, men hoppade av 2001). På Tonbridge var Chaplin med i flera skolpjäser och sjöng i skolans kör.
1995 startade de sitt första band, "The Lotus Eaters". De spelade covers från U2, Oasis och The Beatles på pubarna i Sussex.
Efter ett tag erbjöd Chris Martin Rice-Oxley en plats i Coldplay, men han vägrade eftersom han var fast medlem i Keane. Chaplin fick reda på det och bestämde sig för att lägga av med studierna för att gå med i bandet. Han fick erbjudan om att gå med 1997, samtidigt som "The Lotus Eaters" ändrades till "Cherry Keane", efter en vän till Chaplin's mor. Senare togs "Cherry" bort från namnet.
I juli 1997, under sitt sabbatsår, reste Chaplin till Sydafrika, samtidigt som de övriga bandmedlemmarna förberedde sig på en spelning. När Hughes fick tag på Chaplin ett år senare, var hans första ord: "We've got a gig in ten days." Framträdandet, som var på puben Hope & Anchor den 13 juli 1998, var gruppens första. Chaplin började senare studera konsthistoria på University of Edinburgh, men slutade för att arbeta på sin musikkarriär.
Under deras arbete i London delade Chaplin lägenhet med Rice-Oxley i Stoke Newington och de försökte tjäna ihop pengar till tid i replokalerna. Chaplin arbetade på ett bokförlag, där hans arbetsuppgift var att bära lådor.
Med Scott som ledgitarrist blev Chaplin's uppgift att spela akustisk gitarr. När Scott hoppade av 2001 började han sjunga, samt spela orgel på "Hamburg Song" under några spelningar. Han spelade också piano på deras andra album. 2004 arbetade han på Band Aid 20's nyversion av "Do They Know It's Christmas?, där han sjöng solo på raden "feed the world", något som inte hade gjorts på den tidigare versionen, då alla artisterna sjungit.

## Hjälp mot droger
Den 22 augusti 2006 gick Chaplin ut med att han sökte hjälp för sitt missbruk av droger och alkohol. På kliniken träffade han Pete Doherty från gruppen Babyshambles. Han påstod senare i Q Magazine, att ryktet om att han även skulle ha träffat Justin Hawkins, var falskt. 
Han lämnade Priory Clinic den 6 oktober.

## Utrustning
På "Hamburg Song" och "Nothing in My Way" använder sig Chaplin av en Hammond MK2. Sedan maj 2006 använder han sig av en Yamaha CP60M på "A Bad Dream", "The Frog Prince" och "Crystal Ball". 
Under turnén 2006 på Storbritannien spelade han akustisk gitarr på "Your Eyes Open", och på turnén 2007 på "Broken Toy".

## Diskografi
Soloalbum
- 2016 – The Wave
- 2017 – Twelve Tales of Christmas

Studioalbum med Keane
- 2004 – Hopes and Fears
- 2006 – Under the Iron Sea
- 2008 – Perfect Symmetry
- 2010 – Night Train (EP)
- 2012 – Strangeland
- 2019 – Cause and Effect